# マルコ・トピッチ
マルコ・トピッチ（Marko Topić, 1976年1月1日 - ）は、ボスニア・ヘルツェゴビナの元同国代表サッカー選手。現役時代のポジションはフォワード。旧ユーゴスラビア・オシュトラ・ルカ出身。

## 経歴
クロアチアのNKディナモ・ザグレブでプロデビュー。しかしリーグ戦において出場機会は訪れず、1995年にスイスのFCシオンに移籍した。同国では3クラブでプレーするも計5試合の出場に留まった。1997年、NKヴァルテクス・ヴァラジュディンに移籍しクロアチアに復帰。1998年にはACミランとの共同保有の形でカルチョ・モンツァに加入し、オーストリアのFKアウストリア・ウィーンへの期限付き移籍を経て50試合以上に出場した。2001年からはドイツのエネルギー・コットブスに移籍。2003年に退団した後VfLヴォルフスブルクと契約した。キャリア終盤でプレーしたロシアでは計100試合以上に出場した。

## 所属クラブ
- NKディナモ・ザグレブ 1994-1995
- FCシオン 1995-1996
- FCチューリッヒ 1996
- FCヴィル1900 1997
- NKヴァルテクス・ヴァラジュディン 1997-1998
- カルチョ・モンツァ 1998-2001

→ FKアウストリア・ウィーン 2000-2001 (loan)
- エネルギー・コットブス 2001-2003
- VfLヴォルフスブルク 2003-2004
- クリリヤ・ソヴェトフ・サマーラ 2004-2007
- サトゥルン・ラメンスコーエ 2008-2010